# Aleargă, Lola, aleargă
Aleargă, Lola, aleargă (în germană Lola rennt, lit. „Lola aleargă”) este un thriller experimental german din 1998, scris și regizat de Tom Tykwer⁠(d). Acțiunea filmului urmărește o femeie pe nume Lola (Franka Potente⁠(d)), care trebuie să obțină 100.000 de mărci germane în douăzeci de minute pentru a salva viața iubitului ei, Manni (Moritz Bleibtreu).
Aleargă, Lola, aleargă a fost proiectat la Festivalul de Film de la Veneția, unde a concurat pentru Leul de Aur. După lansare, filmul a primit aprecieri din partea criticilor și mai multe premii, inclusiv Marele Premiu al Sindicatului Belgian al Criticilor de Cinema, premiul publicului la Festivalul de Film Sundance, premiul pentru cel mai bun film la Festivalul Internațional de Film de la Seattle și șapte premii la Premiile Germane de Film. A fost, de asemenea, selectat ca propunere a Germaniei pentru cel mai bun film străin la cea de-a 71-a ediție a Premiilor Oscar, deși în cele din urmă nu a fost nominalizat.

## Distribuție
- Franka Potente⁠(d) — Lola
- Moritz Bleibtreu — Manni
- Herbert Knaup⁠(d) — tatăl Lolei
- Nina Petri⁠(d) — doamna Hansen
- Armin Rohde⁠(d) — dl Schuster
- Joachim Król⁠(d) — Norbert von Au
- Ludger Pistor⁠(d) — dl Meier
- Suzanne von Borsody⁠(d) — doamna Jäger
- Sebastian Schipper⁠(d) — Mike
- Julia Lindig — Doris
- Lars Rudolph⁠(d) — dl Kruse
- Ute Lubosch — mama
- Monica Bleibtreu — femeia oarbă
- Heino Ferch⁠(d) — Ronnie
- Hans Paetsch⁠(d) — naratorul

## Recepție

### Box office
Aleargă, Lola, aleargă a fost filmul german cu cele mai mari încasări în 1998, cu venituri de 13,8 milioane de dolari. A adus venituri de 7,3 milioane de dolari în Statele Unite ale Americii și Canada și 22,9 milioane de dolari în întreaga lume.

### Premii
Filmul a fost nominalizat la zeci de premii, inclusiv premiul BAFTA pentru cel mai bun film într-o limbă străină alta decât engleza. A câștigat mai multe premii, inclusiv Marele Premiu al Sindicatului Belgian al Criticilor de Cinema, premiul publicului la Festivalul de Film Sundance, premiul pentru cel mai bun film la Festivalul Internațional de Film de la Seattle și șapte premii separate la Premiile Germane de Film. Aleargă, Lola, aleargă a fost clasat pe locul 86 în topul „The 100 Best Films of World Cinema” al revistei Empire în 2010. De asemenea, a fost nominalizat la Leul de Aur la cea de-a 55-a ediție a Festivalului de Film de la Veneția și la un Premiu al Academiei Europene de Film în 1998.
Aleargă, Lola, aleargă a fost selectat ca propunere a Germaniei pentru cel mai bun film străin la cea de-a 71-a ediție a Premiilor Oscar, dar în cele din urmă nu a fost nominalizat.

## Home media
Filmul a fost lansat pe DVD pe 21 decembrie 1999 și pe Blu-ray pe 19 februarie 2008.